# Dumper
En dumper er et køretøj med lad egnet til at transportere (fast) bulkgods. Navnet er et engelsk låneord, som refererer til at køretøjet efterlader en bunke, som den tipper af.
I entreprenørbranchen skelnes normalt mellem traktordumpere og lastbildumpere. Forskellen er at sidstnævnte er opbygget efter samme princip som en lastbil med styring på forhjulene og et lad lige bag førerhuset, hvorimod traktordumperen er bygget som "en halv traktor" med en fastmonteret vogn efter. Denne model kan ikke dreje på nogen hjul, men motordel og lastdel er sat sammen med et drejeled (en knækstyring) på samme måde som en gummiged. Begge modeller har hver deres fordele i forskellige situationer.
En afvigelse fra disse dumpere er minidumperen, der er knækstyret med et lad på forenden og et (ofte åbent) sæde oven på motoren på bagenden. Disse maskiner har ofte et lad, der kan drejes til siderne og højtippes op i en container eller lignende. Højtipfunktionen fås enten ved at ladet vipper over et fæstningspunkt i toppen i stedet for i bunden, eller ved at hele tiprammen kan løftes hydraulisk. Herved kan man læsse højt og alligevel bibeholde et lavt tyngdepunkt under kørsel.